# Reino de Luang Prabang
El Reino de Luang Prabang (en laosiano: ພຣະຣາຊອານາຈັກຫລວງພະບາງ) fue un pequeño estado localizado en el actual Laos, que existió entre 1707 y 1949.

## Historia
Se formó en el año 1707 como resultado de la división del reino de Lan Xang. 
A lo largo de su historia la monarquía fue tan débil que se vio forzada a pagar tributo varias veces a los birmanos y a los siameses. Después de un ataque particularmente destructivo por parte del Ejército de los llamados "Pabellones Negros" en 1887, el reino de Luang Prabang eligió aceptar la protección francesa y se integró en la Unión Indochina. Continuó como protectorado francés hasta que se transformó en el nuevo Reino de Laos, tras la Segunda Guerra Mundial y bajo el reinado de Sisavang Vong.

## Reyes
- Kitsarat (1707–1713)
- Ong Kham (1713–1723)
- Thao Ang (Inthason) (1723–1749)
- Intharavongsa (1749)
- Inthaphom (1749)
- Sotika-Kuomane (1749–1768) (vasallo birmano, 1765–1768)[2]
- Surinyavong II (1768–1788) (vasallo birmano, 1768–1778)[3]
- Ocupación siamesa (1791–1792)[3]
- Anurutha (3 de febrero de 1792 - 1793) (1º reinado)
- Ocupación Siamesa (1793 - 2 de junio de 1794)
- Anurutha (2 de junio de 1794 - 31 de diciembre de 1819) (2º reinado)
- Manthaturath (31 de diciembre de 1819 - 7 de marzo de 1837): Regente de Anurutha desde 1817 hasta el 31 de diciembre de 1819; vivió como monje en Bangkok de 1825 hasta 1826, por lo cual dejó que Luan Prabang fuera gobernado por oficiales tailandeses.
- Unkeo (1837–1838; regente)
- Sukha-Söm (1838 - 23 de septiembre de 1850)
- Chantha-Kuman (23 de septiembre de 1850 - 1 de octubre de 1868)
- Oun Kham (1 de octubre de 1868 - 15 de diciembre de 1895) (Zakarín fue regente de Oun Kham desde abril de 1888 hasta el 15 de diciembre de 1895)
- Sisavang Vong (26 de marzo de 1904 - 27 de agosto de 1946): Desde el 12 de octubre de 1945, Sisavang Vong fue oficialmente rey de Laos.